# Major League Soccer 2015
Die 20. Major-League-Soccer-Saison begann am 6. März 2015 mit der Regular Season und endete am 25. Oktober 2015. Ab dem 28. Oktober 2015 wurden die Play-offs ausgetragen, die im Dezember mit dem Spiel um den MLS Cup abgeschlossen wurden. Es nahmen 20 Mannschaften an der Liga teil, 17 davon stammen aus den Vereinigten Staaten und drei aus Kanada.

## Änderungen gegenüber der Saison 2014

### Franchises und Strukturen
Ab dieser Saison werden zwei neue Franchises teilnehmen. Der New York City FC wird als zweite Mannschaft aus der New York Metropolitan Area und als erstes Team aus New York City antreten. Mit Orlando City wird zum ersten Mal seit 2002 wieder eine Mannschaft aus Florida vertreten sein.
Das Franchise CD Chivas USA hat zum Saisonende 2014 seinen Spielbetrieb eingestellt und wird somit nicht mehr an der Major League Soccer teilnehmen. Die Mannschaft gehörte bis 2014 zum mexikanischen Fußballklub Deportivo Guadalajara und wurde an die MLS zurückverkauft, woraufhin alle sportlichen Aktivitäten eingestellt wurden.
Durch diese Änderungen werden auch die Strukturen der Eastern Conference und Western Conference angepasst: Es werden jeweils zehn Mannschaften pro Conference antreten. Die beiden neuen Franchises, der New York City FC und der Orlando City SC, werden der Eastern Conference angehören. Houston Dynamo und Sporting Kansas City wechseln von der Eastern Conference in die Western Conference.

### Regeln
Zur Saison 2015 wurde die Rangfolgewertung der Mannschaften in der Tabelle bei Punktgleichheit geringfügig geändert. Während bislang bei Mannschaften mit gleicher Punktzahl und gleicher Anzahl an gewonnenen Spielen als nächstes Kriterium die Anzahl der geschossenen Tore verglichen worden war, war ab der Saison 2015 zunächst die Tordifferenz ausschlaggebend. Das Vorgehen entspricht damit dem der meisten anderen Ligen weltweit.

### Playoffs
Ab der Saison 2015 erreichen in jeder Conference sechs (bisher fünf) Mannschaften die Playoffs und in der Knockout-Runde spielen nun der Dritte gegen den Sechsten und der Vierte gegen den Fünften jeweils ein Spiel ohne Rückspiel im Stadion der höherplatzierten Mannschaft.

### Medien
Zur Saison 2015 wurde ein neuer Vertrag über die Übertragungsrechte der Major League Soccer mit den Fernsehsendern ESPN, Fox Sports und dem spanischsprachigen Univision Deportes ausgehandelt. Dieser Vertrag setzt die Zusammenarbeit mit ESPN und Univision fort und wird durch Übertragungen durch Fox Sports erweitert. Der Sender NBC Sports überträgt keine Spiele mehr. Diese im Mai 2014 beschlossene Vereinbarung sieht vor, dass Spiele, die am Sonntagnachmittag stattfinden, auf ESPN2 übertragen werden. Die Spiele am Sonntagabend werden über Fox Sports 1 gezeigt. Ein Freitagabendspiel wird von UniMás oder Univision Deportes Network übertragen. Die Play-off-Spiele werden von den beiden Sendern ESPN und Fox abwechselnd ausgestrahlt.

## Teilnehmende Mannschaften
| Bridgeview |

| Commerce City |

| Columbus |

| Washington, D.C. |

| Frisco |

| Houston |

| Carson |

| Montreal |

| Foxborough |

| New York City |

| Harrison |

| Orlando |

| Chester |

| Portland |

| Sandy |

| San José |

| Seattle |

| Kansas City |

| Toronto |

| Vancouver |

| Mannschaft             | Trainer         | Kapitän           | Trikotsponsor      |
| ---------------------- | --------------- | ----------------- | ------------------ |
| Chicago Fire           | Frank Yallop    | Jeff Larentowicz  | Quaker Oats        |
| Colorado Rapids        | Pablo Mastroeni | Drew Moor         | Transamerica       |
| Columbus Crew          | Gregg Berhalter | Michael Parkhurst | Barbasol           |
| D.C. United            | Ben Olsen       | Bobby Boswell     | Leidos             |
| FC Dallas              | Óscar Pareja    | Matt Hedges       | AdvoCare           |
| Houston Dynamo         | Owen Coyle      | Brad Davis        | BHP Billiton       |
| LA Galaxy              | Bruce Arena     | Robbie Keane      | Herbalife          |
| Montreal Impact        | Frank Klopas    | Patrice Bernier   | Bank of Montreal   |
| New England Revolution | Jay Heaps       | José Gonçalves    | UnitedHealth Group |
| New York City FC       | Jason Kreis     | David Villa       | Etihad Airways     |
| New York Red Bulls     | Jesse Marsch    | Lloyd Sam         | Red Bull           |
| Orlando City           | Adrian Heath    | Kaká              | Orlando Health     |
| Philadelphia Union     | Jim Curtin      | Brian Carroll     | Bimbo Bakeries USA |
| Portland Timbers       | Caleb Porter    | Will Johnson      | Alaska Airlines    |
| Real Salt Lake         | Jeff Cassar     | Kyle Beckerman    | LifeVantage        |
| San José Earthquakes   | Dominic Kinnear | Chris Wondolowski |                    |
| Seattle Sounders       | Sigi Schmid     | Brad Evans        | Xbox LIVE          |
| Sporting Kansas City   | Peter Vermes    | Matt Besler       | Ivy Funds          |
| Toronto FC             | Greg Vanney     | Michael Bradley   | Bank of Montreal   |
| Vancouver Whitecaps    | Carl Robinson   | Pedro Morales     | Bell Canada        |

## Regular Season

### Tabellen

#### Eastern Conference
| Pl.                     | Verein                 | Sp. | S  | U | N  | Tore    | Diff. | Punkte |
| ----------------------- | ---------------------- | --- | -- | - | -- | ------- | ----- | ------ |
| 1.                      | New York Red Bulls     | 34  | 18 | 6 | 10 | 062:430 | +19   | 60     |
| 2.                      | Columbus Crew          | 34  | 15 | 8 | 11 | 058:530 | +5    | 53     |
| 3.                      | Montreal Impact 1      | 34  | 15 | 6 | 13 | 048:440 | +4    | 51     |
| 4.                      | D.C. United            | 34  | 15 | 6 | 13 | 043:450 | −2    | 51     |
| 5.                      | New England Revolution | 34  | 14 | 8 | 12 | 048:470 | +1    | 50     |
| 6.                      | Toronto FC 1           | 34  | 15 | 4 | 15 | 058:580 | ±0    | 49     |
| 7.                      | Orlando City           | 34  | 12 | 8 | 14 | 046:560 | −10   | 44     |
| 8.                      | New York City FC       | 34  | 10 | 7 | 17 | 049:580 | −9    | 37     |
| 9.                      | Philadelphia Union     | 34  | 10 | 7 | 17 | 042:550 | −13   | 37     |
| 10.                     | Chicago Fire           | 34  | 8  | 6 | 20 | 043:580 | −15   | 30     |
| Stand: 29. Oktober 2015 |                        |     |    |   |    |         |       |        |

#### Western Conference
| Pl.                     | Verein                     | Sp. | S  | U  | N  | Tore    | Diff. | Punkte |
| ----------------------- | -------------------------- | --- | -- | -- | -- | ------- | ----- | ------ |
| 1.                      | FC Dallas                  | 34  | 18 | 6  | 10 | 052:390 | +13   | 60     |
| 2.                      | Vancouver Whitecaps (CC) 1 | 34  | 16 | 5  | 13 | 045:360 | +9    | 53     |
| 3.                      | Portland Timbers           | 34  | 15 | 8  | 11 | 041:390 | +2    | 53     |
| 4.                      | Seattle Sounders (Sup, OC) | 34  | 15 | 6  | 13 | 044:360 | +8    | 51     |
| 5.                      | LA Galaxy (M)              | 34  | 14 | 9  | 11 | 056:460 | +10   | 51     |
| 6.                      | Sporting Kansas City       | 34  | 14 | 9  | 11 | 048:450 | +3    | 51     |
| 7.                      | San José Earthquakes       | 34  | 13 | 8  | 13 | 041:390 | +2    | 47     |
| 8.                      | Houston Dynamo             | 34  | 11 | 9  | 14 | 042:490 | −7    | 42     |
| 9.                      | Real Salt Lake             | 34  | 11 | 8  | 15 | 038:480 | −10   | 41     |
| 10.                     | Colorado Rapids            | 34  | 9  | 10 | 15 | 033:430 | −10   | 37     |
| Stand: 29. Oktober 2015 |                            |     |    |    |    |         |       |        |

| Nach der Regular Season: | |
|                          | |
|                          | Teilnahme am MLS Cup Playoffs Conference-Halbfinale und an der Gruppenphase der Champions League 2016/17     |
|                          | Teilnahme am MLS Cup Playoffs Conference-Halbfinale                                                          |
|                          | Teilnahme an der MLS Cup Playoffs Knockout Round                                                             |
|                          | |
| Nach der Saison 2014     | |
| (M)                      | Sieger des MLS Cup 2014 (Meister der Major League Soccer): LA Galaxy                                         |
| (Sup)                    | Sieger des MLS Supporters’ Shield 2014 (Sieger der Regular Season der Major League Soccer): Seattle Sounders |
| (OC)                     | Sieger des Lamar Hunt U.S. Open Cup 2014 (US-amerikanischer Pokalsieger): Seattle Sounders                   |
| (CC)                     | Sieger der Canadian Championship 2015 (kanadischer Pokalsieger): Vancouver Whitecaps                         |

### Torschützen
Die folgende Liste enthält die Rangliste der Torschützen der Regular Season. Der Erstplatzierte am Ende der Regular Season, Sebastian Giovinco, gewann den Goldenen Schuh der Saison 2015.
Bei gleich vielen geschossenen Toren war die Anzahl der Torvorbereitungen und danach die geringere Anzahl der gespielten Minuten für die Platzierung ausschlaggebend.
| Platz | Spieler                 | Mannschaft           | Tore | Torvorlagen |
| ----- | ----------------------- | -------------------- | ---- | ----------- |
| 1.    | Sebastian Giovinco      | Toronto FC           | 22   | 16          |
| 2.    | Kei Kamara              | Columbus Crew        | 22   | 8           |
| 3.    | Robbie Keane            | LA Galaxy            | 20   | 8           |
| 4.    | David Villa             | New York City FC     | 18   | 8           |
| 5.    | Bradley Wright-Phillips | New York Red Bulls   | 17   | 7           |
| 6.    | Cyle Larin              | Orlando City         | 17   | 0           |
| 7.    | Fanendo Adi             | Portland Timbers     | 16   | 3           |
| 8.    | Chris Wondolowski       | San José Earthquakes | 16   | 2           |
| 9.    | Obafemi Martins         | Seattle Sounders     | 15   | 6           |
| 10    | Jozy Altidore           | Toronto FC           | 13   | 0           |

Quelle:

## MLS Cup Playoffs

### Knockout-Runde
Eastern Conference
| 28. Oktober 2015 19:30 EDT | D.C. United           | 2:1     | New England Revolution | Robert F. Kennedy Memorial Stadium, Washington Zuschauer: 11.554 Schiedsrichter: Mark Geiger |
| 28. Oktober 2015 19:30 EDT | Pontius 45′ Rolfe 83′ | Bericht | Agudelo 15′            | Robert F. Kennedy Memorial Stadium, Washington Zuschauer: 11.554 Schiedsrichter: Mark Geiger |

| 29. Oktober 2015 19:00 EDT | Montreal Impact                   | 3:0     | Toronto FC | Stade Saputo, Montreal Zuschauer: 18.069 Schiedsrichter: Baldomero Toledo |
| 29. Oktober 2015 19:00 EDT | Bernier 18′ Piatti 33′ Drogba 39′ | Bericht |            | Stade Saputo, Montreal Zuschauer: 18.069 Schiedsrichter: Baldomero Toledo |

Western Conference
| 28. Oktober 2015 19:00 PDT | Seattle Sounders                  | 3:2     | LA Galaxy             | CenturyLink Field, Seattle Zuschauer: 39.537 Schiedsrichter: Jair Marrufo |
| 28. Oktober 2015 19:00 PDT | Dempsey 5′ Valdez 12′ Friberg 77′ | Bericht | Lletget 6′ Zardes 22′ | CenturyLink Field, Seattle Zuschauer: 39.537 Schiedsrichter: Jair Marrufo |

| 29. Oktober 2015 19:00 PDT | Portland Timbers        | 2:2 n. V. | Sporting Kansas City | Providence Park, Portland Zuschauer: 21.144 Schiedsrichter: Armando Villarreal |
| 29. Oktober 2015 19:00 PDT | Wallace 57′ Urruti 118′ | Bericht   | Ellis 87′ Németh 96′ | Providence Park, Portland Zuschauer: 21.144 Schiedsrichter: Armando Villarreal |

|                                                                                            |     | Elfmeterschießen                                                                     |  |
| Valeri Borchers Ridgewell Jewsbury Urruti Villafaña Asprilla Nagbe Powell Fochive Kwarasey | 7:6 | Feilhaber Dwyer Zusi Besler Nagamura Ellis Mustivar Peterson Abdul-Salaam Dia Kempin |  |

### Conference-Halbfinale
Eastern Conference
| 1. November 2015 15:00 EST | D.C. United | 0:1     | New York Red Bulls | Robert F. Kennedy Memorial Stadium, Washington, D.C. Zuschauer: 19.525 Schiedsrichter: Fotis Bazakos |
| 1. November 2015 15:00 EST |             | Bericht | McCarty 72′        | Robert F. Kennedy Memorial Stadium, Washington, D.C. Zuschauer: 19.525 Schiedsrichter: Fotis Bazakos |

| 8. November 2015 15:00 EST | New York Red Bulls    | 1:0     | D.C. United | Red Bull Arena, Harrison Zuschauer: 25.219 Schiedsrichter: Ted Unkel |
| 8. November 2015 15:00 EST | Wright-Phillips 90+2′ | Bericht |             | Red Bull Arena, Harrison Zuschauer: 25.219 Schiedsrichter: Ted Unkel |

New York Red Bulls gewinnen die Serie mit Gesamtergebnis 2:0
| 1. November 2015 19:00 EST | Montreal Impact         | 2:1     | Columbus Crew | Stade Saputo, Montreal Zuschauer: 17.655 Schiedsrichter: Chris Penso |
| 1. November 2015 19:00 EST | Bernier 37′ Venegas 77′ | Bericht | Higuaín 33′   | Stade Saputo, Montreal Zuschauer: 17.655 Schiedsrichter: Chris Penso |

| 8. November 2015 17:00 EST | Columbus Crew             | 3:1 n. V. | Montreal Impact | Mapfre Stadium, Columbus Zuschauer: 19.026 Schiedsrichter: Armando Villarreal |
| 8. November 2015 17:00 EST | Kamara 4′ 111′ Finlay 77′ | Bericht   | Duka 40′        | Mapfre Stadium, Columbus Zuschauer: 19.026 Schiedsrichter: Armando Villarreal |

Columbus Crew gewinnt die Serie mit Gesamtergebnis 4:3
Western Conference
| 1. November 2015 18:30 PST | Seattle Sounders           | 2:1     | FC Dallas    | CenturyLink Field, Seattle Zuschauer: 39.599 Schiedsrichter: Kevin Stott |
| 1. November 2015 18:30 PST | Ivanschitz 67′ Dempsey 86′ | Bericht | Cástillo 18′ | CenturyLink Field, Seattle Zuschauer: 39.599 Schiedsrichter: Kevin Stott |

| 8. November 2015 18:30 CST | FC Dallas                    | 2:1 n. V. | Seattle Sounders | Toyota Stadium, Frisco Zuschauer: 17.287 Schiedsrichter: Baldomero Toledo |
| 8. November 2015 18:30 CST | Akindele 84′ Zimmerman 90+1′ | Bericht   | Marshall 90′     | Toyota Stadium, Frisco Zuschauer: 17.287 Schiedsrichter: Baldomero Toledo |

|                                      |     | Elfmeterschießen                |  |
| Diaz Hollingshead Akindele Zimmerman | 4:2 | Dempsey Ivanschitz Barrett Rose |  |

FC Dallas gewinnt die Serie mit 4:2 nach Elfmeterschiessen und Gesamtergebnis 3:3
| 1. November 2015 14:00 PST | Portland Timbers | 0:0 | Vancouver Whitecaps | Providence Park, Portland Zuschauer: 21.144 Schiedsrichter: Allen Chapman |
| 1. November 2015 14:00 PST | Bericht          |     |                     | Providence Park, Portland Zuschauer: 21.144 Schiedsrichter: Allen Chapman |

| 8. November 2015 19:00 PST | Vancouver Whitecaps | 0:2     | Portland Timbers    | BC Place Stadium, Vancouver Zuschauer: 27.837 Schiedsrichter: Ismail Elfath |
| 8. November 2015 19:00 PST |                     | Bericht | Adi 31′ Chara 90+4′ | BC Place Stadium, Vancouver Zuschauer: 27.837 Schiedsrichter: Ismail Elfath |

Portland Timbers gewinnen die Serie mit Gesamtergebnis 2:0

### Conference-Finale
Eastern Conference
| 22. November 2015 17:00 EST | Columbus Crew       | 2:0     | New York Red Bulls | Mapfre Stadium, Columbus Zuschauer: 21.617 Schiedsrichter: Allen Chapman |
| 22. November 2015 17:00 EST | Meram 1′ Kamara 85′ | Bericht |                    | Mapfre Stadium, Columbus Zuschauer: 21.617 Schiedsrichter: Allen Chapman |

| 29. November 2015 19:30 EST | New York Red Bulls | 1:0     | Columbus Crew | Red Bull Arena, Harrison Zuschauer: 25.219 Schiedsrichter: Baldomero Toledo |
| 29. November 2015 19:30 EST | Abang 90+3′        | Bericht |               | Red Bull Arena, Harrison Zuschauer: 25.219 Schiedsrichter: Baldomero Toledo |

Columbus Crew gewinnt die Serie mit Gesamtergebnis 2:1
Western Conference
| 22. November 2015 17:30 PST | Portland Timbers                          | 3:1     | FC Dallas   | Providence Park, Portland Zuschauer: 21.144 Schiedsrichter: Ted Unkel |
| 22. November 2015 17:30 PST | Ridgewell 23′ Asprilla 53′ Borchers 90+1′ | Bericht | Texeira 62′ | Providence Park, Portland Zuschauer: 21.144 Schiedsrichter: Ted Unkel |

| 29. November 2015 16:00 CDT | FC Dallas                  | 2:2     | Portland Timbers     | Toyota Stadium, Frisco Zuschauer: 20.966 Schiedsrichter: Ismail Elfath |
| 29. November 2015 16:00 CDT | Hollingshead 68′ Pérez 73′ | Bericht | Adi 54′ Melano 90+5′ | Toyota Stadium, Frisco Zuschauer: 20.966 Schiedsrichter: Ismail Elfath |

Portland Timbers gewinnen die Serie mit Gesamtergebnis 5:3

### MLS Cup Finale
| Columbus Crew                                                          | Columbus Crew | Portland Timbers | Portland Timbers |
| ---------------------------------------------------------------------- | --- | --- | ---------------- |
| Columbus Crew                                                          | \| 6. Dezember 2015 um 16:00 Uhr (EST) in Columbus, Ohio (Mapfre Stadium) \| \| Ergebnis: 1:2 (1:2) \| \| Zuschauer: 21.747 \| \| Schiedsrichter: Jair Marrufo \|                                                                                                | \| 6. Dezember 2015 um 16:00 Uhr (EST) in Columbus, Ohio (Mapfre Stadium) \| \| Ergebnis: 1:2 (1:2) \| \| Zuschauer: 21.747 \| \| Schiedsrichter: Jair Marrufo \| | Portland Timbers |
| Columbus Crew                                                          | Steve Clark – Harrison Afful, Michael Parkhurst , Gastón Sauro, Waylon Francis – Tony Tchani (72. Jack McInerney), Wil Trapp – Ethan Finlay (63. Cedrick Mabwati), Federico Higuaín, Justin Meram (78. Mohammed Saeid) – Kei Kamara Cheftrainer: Gregg Berhalter | Adam Larsen Kwarasey – Alvas Powell, Nat Borchers, Liam Ridgewell , Jorge Villafaña – Darlington Nagbe, Diego Chara, Diego Valeri – Lucas Melano (59. Dairon Asprilla), Fanendo Adi (89. Jack Jewsbury), Rodney Wallace (89. Maximiliano Urruti) Cheftrainer: Caleb Porter | Portland Timbers |
| Columbus Crew                                                          | 1:2 Kai Kamara (18.) | 0:1 Diego Valeri (1.) 0:2 Rodney Wallace (7.) | Portland Timbers |
| Columbus Crew                                                          | Harrison Afful (34.), Mohammed Saeid (90.+3') | Alvas Powell (65.), Diego Valeri (90.+3') | Portland Timbers |
| Columbus Crew                                                          | Spieler des Spiels: Diego Valeri | | Portland Timbers |
| 6. Dezember 2015 um 16:00 Uhr (EST) in Columbus, Ohio (Mapfre Stadium) | | |                  |
| Ergebnis: 1:2 (1:2)                                                    | | |                  |
| Zuschauer: 21.747                                                      | | |                  |
| Schiedsrichter: Jair Marrufo                                           | | |                  |

## Nationale Pokalwettbewerbe
Die 17 US-amerikanischen Mannschaften der MLS nehmen am Lamar Hunt U.S. Open Cup 2015 teil, während die drei kanadischen MLS-Teams die Canadian Championship 2015 bestreiten. Die beiden Turniere sind die Pokalrunden der USA bzw. Kanadas, die im K.o.-System ausgespielt werden. Die Sieger qualifizieren sich für die CONCACAF Champions League.
Den U.S. Open Cup konnte Sporting Kansas City für sich entscheiden. Bei der Canadian Championship waren die Vancouver Whitecaps erfolgreich.

## Internationale Wettbewerbe
Anders als die MLS-Saison wird die Champions League in einer Saison ausgespielt, die im Juni beginnt und im Mai des folgenden Jahres endet. Die Mannschaften, die sich durch die 2015 ausgetragenen Wettbewerbe qualifizieren, spielen daher erst in der Champions-League-Saison 2016/17.
Neben den Pokalsiegern der beiden Länder qualifizieren sich die Sieger der Eastern und Western Conference aus der regulären Saison sowie der Sieger des MLS-Cups ebenfalls für die Champions-League-Saison 2016/17, sofern sie aus den USA kommen. Sollte eine der kanadischen Mannschaften die Eastern oder Western Conference oder den MLS-Cup gewinnen, oder der MLS-Cup-Gewinner ist auch Sieger einer der Conferences, rückt die nächste punktbeste US-Mannschaft der Regular Season auf den Champions-League-Startplatz nach. Dem kanadischen Verband steht grundsätzlich nur ein Startplatz in der Champions League zur Verfügung, der mit dem Gewinner der Canadian Championship des jeweiligen Jahres besetzt wird.